# سیارک ۱۳۳۶۷
سیارک ۱۳۳۶۷ (به انگلیسی: 13367 Jiri، نامگذاری:1998UT24) سیزده هزار و سیصد و شصت و هفتمین سیارک کشف شده‌است که در ۱۸ اکتبر ۱۹۹۸ کشف شد.
قدر مطلق سیارک برابر ۳۵.۴ است.